# Спомен-чесма на Рачној рипи
Спомен-чесма на Рачној рипи, подигнута је 1997. године, на путу Мокра Гора—Кремна, посвећена је шумарском инжењеру Пери Барјактаревићу (1946—1995), заслужном за развој ловства на Тари и формирање НП Тара.
Барјактаревић је у Шумском газдинству Ужице био референт за лов, главни инжењер за уређење шума и директор. Чесма је рађена од грубог камена, у полукружној Форми са отвором за воду у облику медвеђе главе. У близини се налази надстрешница од дрвета са клупама за одмор.